# Mirosław Wciślik
Mirosław Wciślik (ur. 15 maja 1947 w Klimontowie) – polski inżynier, profesor nauk technicznych.

## Życiorys
Absolwent Technikum Mechanicznego w Radomiu (1966). W 1971 ukończył studia na Wydziale Elektrycznym Politechniki Warszawskiej. Doktoryzował się w 1981 na macierzystej uczelni. Stopień doktora habilitowanego uzyskał tamże w 1993 w oparciu o rozprawę pt. Metoda estymacji parametrów toru elektrycznego urządzenia łukowego dla potrzeb sterowania procesem elektrostalowniczym. Tytuł naukowy profesora nauk technicznych otrzymał 17 stycznia 2013.
Od 1972 zawodowo związany z Politechniką Świętokrzyską, obecnie z Katedrą Elektrotechniki Przemysłowej i Automatyki, której objął kierownictwo. Wcześniej był kierownikiem Katedry Urządzeń i Systemów Automatyki oraz Samodzielnego Zakładu Urządzeń i Systemów Automatyki. Współpracował również z Ośrodkiem Badawczo-Rozwojowym „Skarżysko”. Został m.in. członkiem Polskiego Towarzystwa Elektrotechniki Teoretycznej i Stosowanej. W kadencjach 1998–2002 i 2002–2006 był przewodniczącym Polskiego Komitetu Elektrotermii SEP i Stowarzyszenia Inżynierów i Techników Przemysłu Hutniczego. Od 1998 do 2006 należał do sekcji elektrotermii Komitetu Elektrotechniki PAN.
Specjalizuje się m.in. w automatyzacji procesów, elektrotermice, komputerowych systemach pomiarów i sterowania oraz modelowaniu i symulacji. Jest autorem ok. 180 publikacji, trzech patentów i 25 zgłoszeń patentowych. Został odznaczony m.in. Złotym Krzyżem Zasługi (2002).